# Helsingin Sanomat
«Хельсингин саномат» (фин. Helsingin Sanomat — «Хельсинкские новости») — крупнейшая газета Финляндии. Выходит ежедневно, за исключением некоторых праздников. В 2013 году ежедневный тираж газеты составлял 338 000 экземпляров, снизившись на 28 тысяч по сравнению с предшествующим годом.
Сайт Helsingin Sanomat HS.fi Архивная копия от 18 января 2009 на Wayback Machine является одним из наиболее важных источников новостей в финскоязычном Интернете. В июне 2009 года сайт занимал шестое место по популярности среди финских ресурсов.
В разговорной речи название газеты произносят как Хесари (фин. Hesari).

## История
Газета основана в 1889 году и первоначально называлась Päivälehti (рус. Пяйвялехти). Издание периодически закрывали из-за текстов, пропагандирующих независимость Финляндии от Российской империи. С 1893 по 1901 год штатным корреспондентом в газете работала Текла Хултин, ставшая позже известным политиком, депутатом эдускунты. С 1905 года газета стала издаваться под её нынешним названием — Helsingin Sanomat.
Одним из совладельцев газеты на 2010 год являлся известный финский журналист и бизнесмен — Аатос Эркко.
31 июля 2012 года руководство издания приняло окончательное решение о переходе газеты на таблоидный размер, а 8 января 2013 года газета поступила к читателям уже в новом формате.
С 20 ноября 2012 года сетевое издание «Хельсингин саномат» стало частично платным (с каждого отдельного компьютера гарантировано для бесплатного чтения только 5 статей в неделю). HS.fi стало первым крупным платным сетевым изданием в Финляндии.
27 мая 2013 года главный редактор газеты Микаэль Пентикяйнен был вынужден подать в отставку. Исполняющим обязанности главреда назначена Рийкка Веняляйнен.
9 сентября 2013 года новым главным редактором назначен Каиус Ниеми.
Со 2 декабря 2013 по 5 октября 2014 годов газета опробовала пилотный проект по публикации на своём сайте (в разделе http://www.hs.fi/ru/ Архивная копия от 4 декабря 2013 на Wayback Machine) новостей на русском языке, однако не нашла его перспективным.
Крупный скандал, связанный с газетой, произошёл в декабре 2017 года. 16 декабря в Helsingin Sanomat была опубликована статья о Центре разведки в Тиккакоски, с помощью которого Силы обороны Финляндии осуществляют слежку за российскими войсками. Вскоре после этого было объявлено о возбуждении уголовного дела по факту передачи в газету секретных материалов. Как президент Финляндии Саули Ниинистё, так и министр обороны Юсси Ниинистё заявили, что военные документы были переданы в газету незаконно, а их разглашение является риском для безопасности страны. Эса Мякинен, начальник отдела газеты, в ответ на обвинения заявил, что газетой опубликована лишь та часть имеющихся в распоряжении редакции сведений о разведцентре в Тиккакоски, которая не угрожает безопасности Финляндии. Кроме того, по его мнению, задачей газеты является контроль над действиями властей, которые сейчас готовят поправки к закону о разведке, в результате принятия которых спецслужбы смогут в том числе контролировать интернет-трафик и, таким образом, нарушат права граждан на конфиденциальность.

## Популярность
В 2008 году ежедневный тираж газеты составлял 412 421 экземпляров в будние дни и 468 505 по воскресеньям. Газету читали в 75 % домашних хозяйств Большого Хельсинки.